# Flughafen Brünn

i8
i11
i13

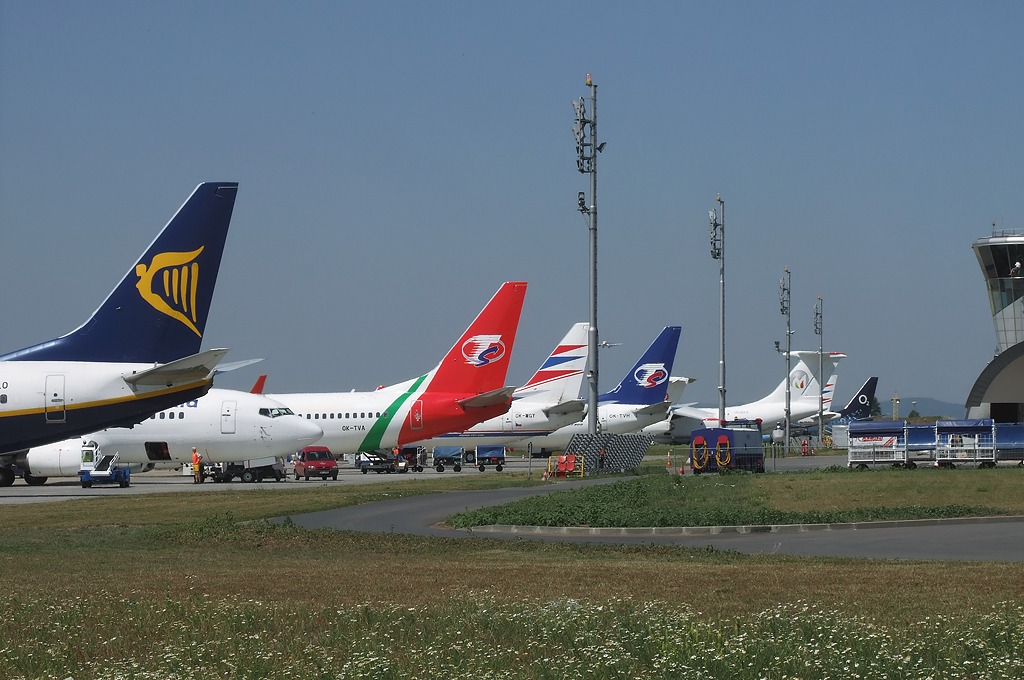
Flughafen Brünn

Der Flughafen Brünn-Tuřany (tschechisch Letiště Brno-Tuřany, IATA-Code: BRQ, ICAO-Code: LKTB) ist ein öffentlicher, internationaler Flughafen. Er befindet sich etwa sieben Kilometer südöstlich vom Zentrum der mährischen Landeshauptstadt Brünn bei Šlapanice.

## Lage und Verkehrsanbindung
Der Flughafen liegt südöstlich vom Brünner Stadtzentrum auf dem Gebiet des Stadtteils Tuřany. Die Anschlussstelle 201 der Dálnice 1 befindet sich in etwa einem Kilometer Entfernung. Diese ist auch Teil der Europastraßen 50 und 462.
Mit dem öffentlichen Personennahverkehr bestehen Verbindungen zum etwa sieben Kilometer entfernten Hauptbahnhof Brünn. Tagsüber fährt die Buslinie 76 auf der Route und nachts die Nachtbuslinie N89.

## Geschichte
Die Geschichte des Brünner Flughafens begann im Jahre 1923, als sich das Ministerium für öffentliche Arbeiten für die Errichtung eines Flughafens zu interessieren begann. Aufgrund seiner Eignung wurde das Gebiet bei Černovice als Standort für den Flughafen ausgewählt.
Am 23. Mai 1926 startete an diesem Flughafen das erste Passagierflugzeug, eine Farman Goliath für zwölf Passagiere. Am nächsten Morgen landete das erste Flugzeug, eine vom Flughafen Prag kommende De Havilland, mit dem Luftfahrzeugkennzeichen L-BAHE mit vier Passagieren. Diesen Tag sieht man als Anfang des Flugverkehrs in Brünn an.
Schon im nächsten Jahr begann der regelmäßige Posttransport auf den Fluglinien Brünn-Gleiwitz-Breslau-Berlin und Brünn-Wien. In den Jahren 1927 bis 1939 wuchs die Bedeutung des Flughafens. Vom Flughafen in Brünn bestanden Linienverbindungen nach Prag, Bratislava, Košice, Zlín, Piešťany, Užgorod, Klucz, Bukarest, Sarajevo und Zagreb. Als Folge der Wirtschaftskrise, die sich ab 1931 auf Tschechien auszuwirken begann, wurden im Jahre 1935 alle Auslandsfluglinien aus politischen Gründen eingestellt, und der Flughafen Brünn, dessen Flugverkehrsaufkommen nach dem Flughafen Prag das größte war, verlor seine Bedeutung und fiel auf die dritte Stelle zurück und der Flughafen Bratislava nahm den zweiten Platz ein. Im Jahre 1938, nach der deutschen Besetzung des Sudetenlandes, endete die erste Etappe des zivilen Luftverkehrs in Brünn. Die deutsche Luftwaffe stationierte hier jeweils die II. Gruppe des Kampfgeschwaders 76 und des Kampfgeschwaders 77.
In den Nachkriegsjahren wurden die regelmäßigen Flugverbindungen mit dem Flughafen Prag und später auch die mit anderen Städten in der damaligen Republik erneuert. Mit dem Aufkommen der neuen Luftfahrttechnik war der Rasenflugplatz in Černovice nicht mehr ausreichend. Noch vor dem Krieg verhandelte das Landesamt in Brünn über die Errichtung eines neuen Flughafens im Gebiet Tuřany. Mit seiner günstigen Lage sollte Brünn eine bedeutende Rolle in der Luftfahrt spielen und zugleich als Reserveflugplatz für Prag und Bratislava dienen. Der Aufbau des neuen Flugplatzes, den die Hauptverwaltung des Zivilflugwesens finanzierte, begann erst nach 1950. Im Jahre 1967 wurde die neue Abfertigungshalle gebaut, und 1972 wurde mit der Erweiterung des bestehenden Flugplatzes begonnen. 1978 wurde die Start- und Landebahn auf 2650 m verlängert. Am 1. Januar 1982 wurde der Flughafen in die Verwaltung des Verteidigungsministeriums übergeben. In dieser Periode gab es Zivilflugverkehr nur in der Zeit der Messen. Im Jahre 1986 wurden die Abfertigungshalle und die anderen Objekte fertiggestellt. Von 1989 bis 1992 wurden die Start- und Landebahn und das Stromnetz saniert.
1991 wurde die Militärische Luftfahrt komplett eingestellt. 1992 übergab das Militär den Flughafen an die tschechische Zivilluftfahrtbehörde. Im August desselben Jahres erhielt der Flughafen die Lizenz für Internationale Flüge. Dadurch konnte der Niedergang des Flughafens gestoppt werden, und 1995 wurden zum ersten Mal seit den 1970er Jahren wieder mehr als 100.000 Passagiere befördert. 1997 fand die erste internationale Flugschau in der modernen Geschichte des Flughafens statt. Bei dieser Flugschau kam es zur ersten Landung einer Boeing 747 auf dem Flughafen.

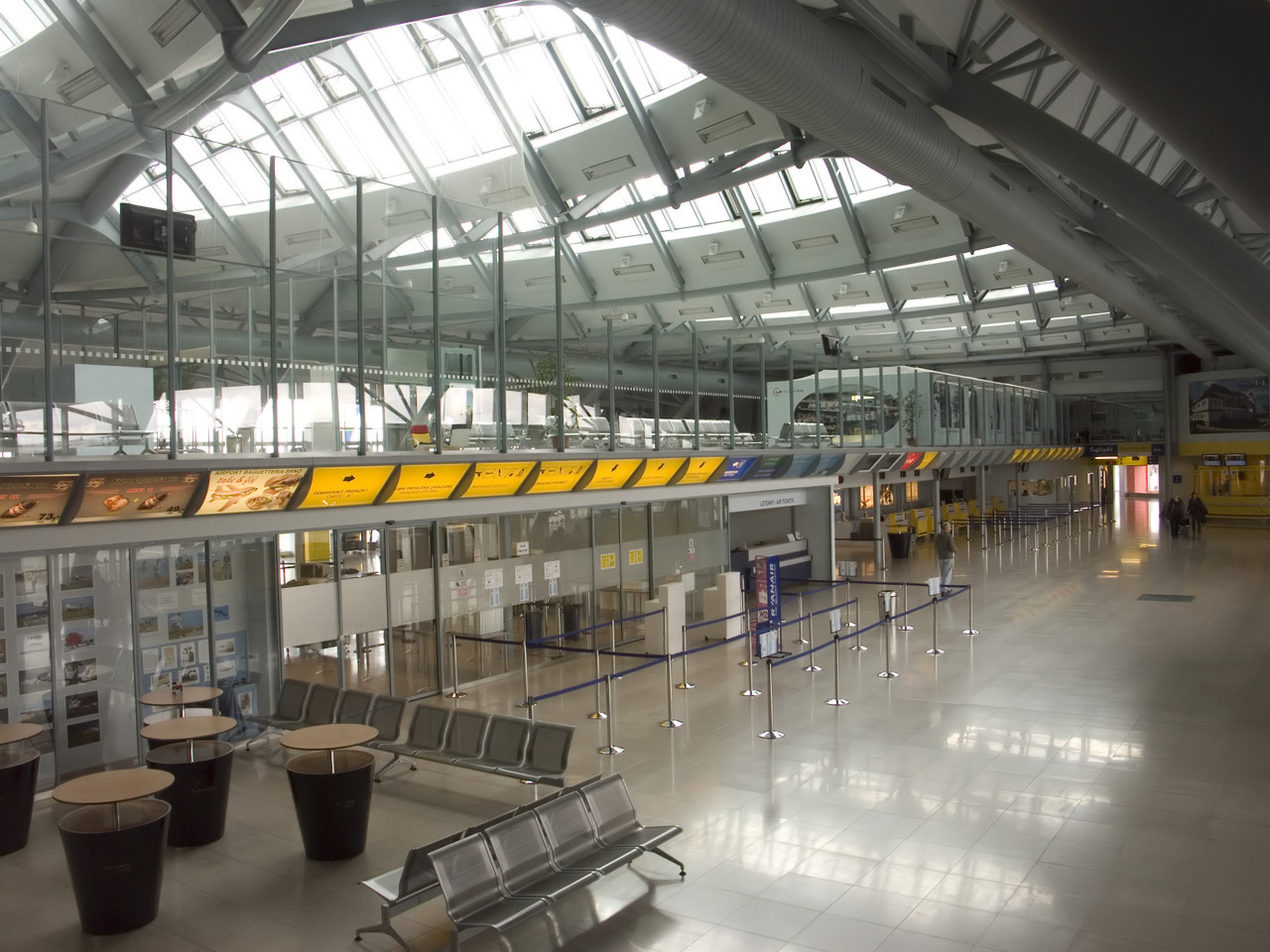
Die Innenansicht des neuen Terminals

2000 wurden die ersten Linienflüge durchgeführt. Zuerst flog Czech Airlines nach Prag; diese Flüge wurden am 30. März 2001 wieder eingestellt. Seit dem 1. Juli 2002 wird der Flughafen vom privaten Betreiber Letiště Brno a.s betrieben; die Gebäude verblieben im Besitz des Staates. Am 1. Juli 2004 ging der Flughafen in den Besitz der Südmährischen Region über. Seit dem 23. März 2005 fliegt Ryanair nach London-Stansted. Im selben Jahr wurde der Grundstein für das neue Flughafenterminal gelegt. Das Gebäude wurde von der Europäischen Union teilfinanziert und konnte nach einer 364-tägigen Bauzeit am 18. September 2006 fertiggestellt werden.
2008 wurde das alte Terminal saniert, außerdem überschritt der Flughafen im selben Jahr erstmals die Marke von 500.000 Passagieren pro Jahr. 2011 erreichte man mit 557.952 Passagieren die bisher höchste Passagierzahl.
Im Jahr 2019 verlor der Flughafen als vorletzte regelmäßige Fluggesellschaft die Lufthansa. Damit bietet Ryanair als letzte Fluggesellschaft dort ganzjährig Linienflüge, einmal täglich nach London und 2× bzw. 3× wöchentlich nach Berlin und Bergamo, an. Die meisten Passagiere sind Gäste von Charterflügen.

## Lage und Verkehrsanbindung
Der Flughafen liegt südöstlich vom Brünner Stadtzentrum auf dem Gebiet des Stadtteils Tuřany. Die Anschlussstelle 201 der Dálnice 1 befindet sich in etwa einem Kilometer Entfernung. Diese ist auch Teil der Europastraßen 50 und 462.
Mit dem öffentlichen Personennahverkehr bestehen Verbindungen zum etwa sieben Kilometer entfernten Hauptbahnhof Brünn. Tagsüber fährt die Buslinie 76 auf der Route und nachts die Nachtbuslinie N89.

### Besondere Ereignisse
- Am 28. März 1996 verwendete die britische Königin Elisabeth II. im Rahmen ihres Staatsbesuchs den Brünner Flughafen.[7]
- Im Mai 2007 landeten die Delegationen der CEI-Staaten auf dem Flughafen.
- Im April 2009 fand eine Flugvorführung der Red Arrows am Flughafen statt.
- Im September 2009 wurde Papst Benedikt XVI. mit einem Airbus A319 der tschechischen Regierung eingeflogen. Auf einem Feld nördlich der Start- und Landebahn wurde eine Bühne aufgebaut, auf der anschließend eine Messe des Papstes stattfand. Sie wurde von rund 150.000 Menschen besucht.
- Im März 2009 landete Prinz Charles für einen Besuch der Masaryk-Universität auf dem Flughafen. Für den Flug wurde eine BAe 146 der Royal Air Force genutzt.
- In den Jahren 2014, 2015 und 2016 fanden Kindertage auf dem Flughafen statt.

## Fluggesellschaften und Ziele
Derzeit werden Linienflüge und Charterflüge am Flughafen Brünn angeboten.

## Verkehrszahlen
| Jahr | Passagiere | Flugbewegungen | Luftfracht (t) |
| ---- | ---------- | -------------- | -------------- |
| 2024 | 749.153    | 25.899         | 11.803         |
| 2023 | 686.867    | 25.064         | 11.653         |
| 2022 | 471.811    | 24.315         | 11.222         |
| 2021 | 186.368    | 23.626         | 12.890         |
| 2020 | 86.089     | 26.666         | 4.147          |
| 2019 | 543.633    | 34.388         | 3.529          |
| 2018 | 500.727    | 41.172         | 3.750          |
| 2017 | 470.285    | 44.294         | 3.893          |
| 2016 | 417.725    | 40.073         | 4.150          |
| 2015 | 466.046    | 38.264         | 4.613          |
| 2014 | 486.134    | 32.216         | 4.530          |
| 2013 | 463.023    | 27.803         | 4.078          |
| 2012 | 534.968    | 29.885         | 3.828          |
| 2011 | 557.952    | 26.837         | 4.625          |
| 2010 | 396.589    | 25.027         | 5.326          |
| 2009 | 440.850    | 30.513         | 9.679          |
| 2008 | 506.174    | 29.303         | 6.273          |
| 2007 | 415.276    | 22.893         | 3.055          |
| 2006 | 393.686    | 20.105         | 3.144          |
| 2005 | 315.672    | 16.126         | 3.063          |
| 2004 | 171.888    | 17.823         | 5.200          |
| 2003 | 171.200    | 17.053         | 5.786          |
| 2002 | 157.257    | 12.620         | -              |
| 2001 | 128.583    | 8.136          | -              |
| 2000 | 112.797    | 6.289          | -              |
| 1999 | 127.954    | 7.899          | -              |
| 1998 | 110.948    | 8.246          | -              |
| 1997 | 138.276    | 9.343          | -              |
| 1996 | 124.163    | 8.332          | -              |
| 1995 | 101.679    | 8.070          | -              |
| 1994 | 42.774     | 7.517          | -              |
| 1993 | 18.614     | 7.272          | -              |
| 1992 | 8.673      | 6.692          | -              |
| 1991 | 3.860      | 3.476          | -              |

1. ↑  Daten bis 1998 laut Czech Airports Authority, der Flughafen Brünn gibt bis 1998 abweichende Zahlen an.

## Zwischenfälle
- Am 2. November 2014 erlitt der vom Flughafen London-Stansted kommende Ryanair-Flug 8403 während der Landephase einen Vogelschlag. Für den Flug 8404, den Rückflug nach Stansted, musste eine neue Boeing 737-800 eingeflogen werden.